# Volby do Evropského parlamentu v Maďarsku 2014
Volby do Evropského parlamentu 2014 v Maďarsku proběhly v neděli 25. května. Na základě výsledků voleb zasedne v Evropském parlamentu 21 poslanců s mandátem do roku 2019.

## Kandidátky
Zvolení europoslanci zvýrazněni tučně:
| Fidesz–KDNP | MSZP | Jobbik | LMP | Együtt–PM | DK |
| --- | --- | --- | --- | --- | --- |
| 1. Ildikó Pelczné Gáll 2. József Szájer 3. László Tőkés 4. Tamás Deutsch 5. András Gyürk 6. Kinga Gál 7. György Schöpflin 8. Norbert Erdős 9. Andrea Bocskor1 10. Andor Deli2 11. Ádám Kósa 12. György Hölvényi 13. Csaba Dömötör 14. Balázs Hidvéghi 15. Edina Tóth 16. Balázs Rákossy 17. György Csóti 18. Réka Szemerkényi 19. Nóra Király 20. István Pálffy 21. László Gubík3 | 1. Tibor Szanyi 2. István Ujhelyi 3. Roland Gúr 4. János Veres 5. Zita Gurmai 6. Csaba Winkfein 7. György Mudri 8. András Kolozs 9. Vilmos Szabó 10. Kata Tüttő 11. Zoltán Jernei 12. Attila Pintér 13. Zoltán Laczik 14. Ákos Komássy 15. Helga Mihályi 16. Gábor Bihary 17. László Brantmüller 18. Roland Schmuck 19. Adrienn Kadia 20. Marianna Konkoly | 1. Krisztina Morvai 2. Zoltán Balczó 3. Béla Kovács 4. Gábor Staudt 5. László Sipos 6. Zsolt Németh 7. Géza Varga 8. János Árgyelán 9. Gábor Ferenczi 10. Georgina Bernáth 11. Gyula Popély 12. Tibor Bana 13. Dániel Zsiga-Kárpát 14. Zoltán Pakusza 15. Tamás Csányi 16. Jacek Piotr Misztal 17. László Zakó 18. Róbert Dudás 19. János Bencze 20. Tímea Császárné Kollár 21. Ábel Kőszeghy Csanád | 1. Tamás Meszerics 2. Katalin Csiba 3. László Heltai 4. Andrea Gecsei-Tóth 5. Tamás Jakabfy 6. Gábor András Hanák 7. Erzsébet Schmuck 8. Miklós Pálvölgyi 9. László Perneczky 10. Bernadett Szél 11. Mátyás Prommer 12. Gábor Rácz 13. Dávid Schábedly 14. Gábor Tarnai 15. Péter Ungár 16. Zoltán Zarándy 17. Adrián Zelenák | 1. Gordon Bajnai 2. Benedek Jávor 3. Zsuzsanna Szelényi 4. Péter Krasztev 5. Péter Balázs 6. Dávid Dorosz 7. Márton Benedek 8. Gábor Daróczi 9. Zita Herman 10. Nóra Hajdu 11. János Dávid 12. Péter Szilágyi 13. István Sértő Radics 14. Melinda Teket 15. Gábor Borsos 16. Edina Bátyai 17. Csilla Dienes 18. István Szegedi 19. András Szeles 20. Gábor Erőss 21. Szelim Simándi | 1. Ferenc Gyurcsány 2. Csaba Molnár 3. Péter Niedermüller 4. György Kakuk 5. Szabolcs Kerék-Bárczy 6. Zoltán Szabó 7. Ágnes Vadai 8. Tímea Glázer 9. Erzsébet Gy. Németh 10. Erika Szűcs 11. Iván Vitányi 12. Tamás Bauer 13. József Debreczeni 14. Dezső Avarkeszi 15. Tamás Borka-Szász 16. Norbert Élő 17. Kolber István 18. Tibor Nagy-Huszein 19. László Varju 20. József Baracskai 21. Ádám Ficsor |

1: kandidát za oblast Kárpátalja.

2: kandidát za oblast Vajdaság.

3: kandidát za oblast Felvidék.

## Průzkumy
| Agentura           | Datum               | Strana      | Strana | Strana | Strana | Strana | Strana |
| Agentura           | Datum               | Fidesz–KDNP | MSZP   | Jobbik | Együtt | DK     | LMP    |
| ------------------ | ------------------- | ----------- | ------ | ------ | ------ | ------ | ------ |
| Volby 2009         | 7. červen 2009      | 14          | 4      | 3      | –      | –      | 0      |
| Policy Solutions   | srpen 2013          | 10          | 6      | 4      | 1      | –      | –      |
| Voksblog           | 29. říjen 2013      | 12          | 5      | 3      | 1      | –      | –      |
| Ipsos–Tárki–Medián | leden 2014          | 10          | 4      | 3      | 2      | 2      | –      |
| PollWatch2014      | 6. duben 2014       | 10          | 5      | 5      | –      | –      | 1      |
| Political Capital  | 24. duben 2014      | 11          | 4      | 5      | –      | –      | 1      |
| Medián             | 25.-29. duben 2014  | 14          | 3      | 4      | –      | –      | –      |
| Nézőpont Intézet   | 6. − 8. května 2014 | 11          | 3      | 3      | 2      | –      | 2      |
| Ipsos              | květen 2014         | 13          | 4      | 4      | –      | –      | –      |
| Tárki              | 2014. május 7-15.   | 13          | 4      | 3      | –      | 1      | –      |
| Nézőpont Intézet   | 2014. május 14-18.  | 11          | 4      | 3      | 1      | 1      | 1      |

## Výsledky
Oficiální výsledky voleb:
|  | Strana                                                                            | Počet hlasů | Hlasy v % | +/–        | Počet mandátů | +/–  | Politický skupina EP | Evropská politická strana |
|  | --------------------------------------------------------------------------------- | ----------- | --------- | ---------- | ------------- | ---- | -------------------- | ------------------------- |
|  | Fidesz – Magyar Polgári Szövetség – KDNP (Fidesz – Maďarská občanská unie – KDNP) | 1 191 163   | 51,49 %   | ▼ – 4,87 % | 12            | ▼ -2 | EPP                  | EPP                       |
|  | Jobbik Magyarországért Mozgalom (Hnutí za lepší Maďarsko)                         | 339 501     | 14,68%    | ▼ -0,09 %  | 3             | ▬    | Nezařazení           | AENM                      |
|  | Magyar Szocialista Párt (Maďarská socialistická strana)                           | 252 494     | 10,92%    | ▼ -6,45 %  | 2             | ▼ -2 | S & D                | PES                       |
|  | Demokratikus Koalíció (Demokratická Koalice)                                      | 225 762     | 9,76 %    | n/a        | 2             | ▲ +2 | S & D                | PES                       |
|  | Együtt 2014 – Párbeszéd Magyarországért (Společně 2014 − Dialog za Maďarsko)      | 167 012     | 7,22 %    | n/a        | 1             | ▲ +1 | G-EFA                | EGP                       |
|  | Lehet Más a Politika (Politika může být jiná)                                     | 115 957     | 5,01 %    | ▲ +2,85 %  | 1             | ▲ +1 | G-EFA                | EGP                       |
|  | A HAZA NEM ELADÓ                                                                  | 12 107      | 0,52 %    | n/a        | 0             | ▬    | —                    | —                         |
|  | Seres Mária Szövetségesei                                                         | 9 263       | 0,4 %     | n/a        | 0             | ▬    | —                    | —                         |
|  | Celkem (Volební účast: 28,92 %)                                                   | 2 313 259   | 100 %     |            | 21            | ▼ -1 | —                    | —                         |